# Trichacis pisis
Trichacis pisis är en stekelart som först beskrevs av Walker 1836.  Trichacis pisis ingår i släktet Trichacis och familjen gallmyggesteklar. Arten är reproducerande i Sverige. Inga underarter finns listade i Catalogue of Life.